# SdKfz 253
SdKfz 253 leichter Gepanzerter Beobachtungskraftwagen a fost un vehicul semișenilat ușor folosit de Germania nazistă în timpul celui de-al Doilea Război Mondial.

## Istorie
SdKfz 253 a fost proiectat la sfârșitul anilor 1930 pentru a sprijini autotunurile Sturmgeschütz. Vehiculul folosea șasiul Demag D7p, o versiunea mai mică a șasiului folosit de semișenilatul SdKfz 10. Producția totală a ajuns la 285 de bucăți. Din iunie 1941, rolul acestui vehicul a fost preluat de semișenilatul SdKfz 250. Spre deosebire de acesta din urmă, SdKfz 253 avea un blindaj mai gros și era complet acoperit, observarea și corectarea tirului artileriei făcându-se printr-un oblon. Echipamentul radio utilizat pentru transmisiuni era de tipul FuG15 și FuG16.

### Blindaj
| Grosime/Unghi  | Frontal   | Lateral  | Spate    | Plafon/Podea |
| -------------- | --------- | -------- | -------- | ------------ |
| Suprastructură | 18 mm/30° | 8 mm/30° | 8 mm/23° | 8 mm/90°     |
| Carcasă        | 18 mm/12° | 8 mm/30° | 8 mm/45° | 8 mm/90°     |

## Utilizare
SdKfz 253 a fost folosit de către bateriile Sturmartillerie (Artilerie de asalt) 640, 659, 660 și 665 în Franța, în timpul campaniei din 1940. Ulterior, acest semișenilat a fost folosit pe Frontul de Răsărit. Rolul acestui vehicul blindat era să observe tirul artileriei tunurilor de asalt Sturmgeschütz. 